# A Love Letter to You 3
A Love Letter to You 3 — третий микстейп американского рэпера Trippie Redd, выпущенный 9 ноября 2018 года. Это третий релиз в серии микстейпов A Love Letter to You. Пластинка включает в себя гостевые участия от YoungBoy Never Broke Again, Juice WRLD, Tory Lanez и других. Микстейп был поддержан главным синглом «Topanga», для которого было выпущено музыкальное видео 30 октября 2018 года.

## Предыстория
Trippie Redd заявил в своих социальных сетях, что он записал A Love Letter to You 3 через две недели после выпуска своего дебютного студийного альбома Life’s a Trip, и назвал его своим «лучшим» релизом. Говоря о микстейпе Зейну Лоу в Beats 1, рэпер сказал: «Когда я делаю свои проекты, я перемещаю первый трек на последнее место. Если вы слушаете его от начала до конца, я собираю его воедино. Это искусство, с которым нельзя играть». Во время интервью, посвящённому A Love Letter to You 3, Trippie Redd сказал Лоу: «На микстейпе есть кое-что об отношениях ведь это жизнь. „Toxic Waste“ — о „ядовитых отношения“. То, что вы слышите смешано — каждый должен смешивать свой вокал так, как он должен звучать. Когда я записываю музыку, я использую автотюн, но я не использую его так, как это используют другие люди. Мне очень нравятся сэмплы».

## Список композиций
| №                   | Название                                                                    | Продюсер                          | Длительность |
| ------------------- | --------------------------------------------------------------------------- | --------------------------------- | ------------ |
| 1.                  | «Topanga»                                                                   | ChopSquad DJ                      | 3:35         |
| 2.                  | «Fire Starter» (при участии Emani22)                                        | Honorable C.N.O.T.E. Tony Trouble | 2:37         |
| 3.                  | «Toxic Waste»                                                               | Diplo King Henry                  | 2:53         |
| 4.                  | «Negative Energy» (при участии Kodie Shane)                                 | Staccato                          | 2:58         |
| 5.                  | «Can't Love»                                                                | OZ                                | 2:49         |
| 6.                  | «Love Scars 3»                                                              | OZ Jacob Reske                    | 2:09         |
| 7.                  | «A.L.L.T.Y. 3» (при участии Baby Goth)                                      | OZ Dez Wright                     | 3:00         |
| 8.                  | «Emani Interlude» (при участии Emani22)                                     | Foreign Teck Tariq Beats OZ       | 1:36         |
| 9.                  | «Elevate & Motivate» (при участии YoungBoy Never Broke Again и Nel-Denarro) | OZ krischordz                     | 3:41         |
| 10.                 | «I Tried Loving»                                                            | Icon South                        | 3:13         |
| 11.                 | «Wicked»                                                                    | OZ                                | 2:18         |
| 12.                 | «Loyalty Before Royalty»                                                    | OZ Rex Kudo                       | 2:22         |
| 13.                 | «1400 / 999 Freestyle» (при участии Juice WRLD)                             | OZ Pas Beatz                      | 2:55         |
| 14.                 | «So Alive»                                                                  | Goose the Guru Nellz              | 1:59         |
| 15.                 | «Diamond Minds» (при участии Tory Lanez и Elliott Trent)                    | 808-H Elliott Trent               | 3:05         |
| 16.                 | «Camp Fire Tale»                                                            | We Are the Stars                  | 2:29         |
| Общая длительность: | Общая длительность:                                                         | Общая длительность:               | 43:39        |

## Чарты
| Чарты (2018)                           | Высшая позиция |
| -------------------------------------- | -------------- |
| Австралия (ARIA)                       | 36             |
| Бельгия/Фландрия (Ultratop)            | 49             |
| Бельгия/Валлония (Ultratop)            | 90             |
| Канада (Canadian Albums Chart)         | 10             |
| Дания (Hitlisten)                      | 28             |
| Нидерланды (Album Top 100)             | 19             |
| Финляндия (Suomen virallinen lista)    | 47             |
| Франция (SNEP)                         | 69             |
| Ирландия (IRMA)                        | 32             |
| Новая Зеландия (RMNZ)                  | 20             |
| Норвегия (VG-lista)                    | 14             |
| Швеция (Sverigetopplistan)             | 30             |
| Швейцария (Schweizer Hitparade)        | 62             |
| Великобритания (UK Albums Chart)       | 31             |
| США Billboard 200                      | 3              |
| США (Billboard Top R&B/Hip-Hop Albums) | 1              |

## Сертификации
| Регион | Сертификация | Продажи |
| --- | ------------ | ------- |
| США (RIAA) | Золотой      | 500 000 |
| * Данные о продажах приведены только на основе сертификации. · ^ Данные о тиражах приведены только на основе сертификации. · Данные о продажах + прослушиваниях приведены только на основе сертификации. |              |         |